# Sellacoxa
Sellacoxa là một chi khủng long, được Carpenter & Ishida mô tả khoa học năm 2010.